# Lichtbogenstromrichter
Ein Lichtbogenstromrichter ist ein nicht über das Versuchsstadium hinaus gekommener Gleichrichter für hohe elektrische Spannungen im Bereich einiger 100 kV basierend auf einem Lichtbogen. Die Versuchsaufbauten wurden unter anderem von Erwin Otto Marx in den 1930er Jahren realisiert, welcher wesentliche Beträge lieferte. Der zugrundeliegende physikalische Effekt der Gleichrichtung ohne technischer Umsetzung wurde bei einem Quecksilber-Kohlen-Lichtbogen bereits 1882 von dem Physiker Jules Célestin Jamin entdeckt. Der Lichtbogenstromrichter stellt eine Vorläuferentwicklung zu den später entwickelten und wirtschaftlich erfolgreichen Quecksilberdampfgleichrichter dar.

## Funktionsprinzip
Der Lichtbogenstromrichter basiert auf dem Prinzip, dass bei einer Anordnung, die aus einer Spitze und einer Platte besteht, der Durchschlag bei positiv geladener Spitze eher erfolgt, als bei negativ geladener Spitze, womit eine gleichrichtende Wirkung entsteht. Mit einer Zündelektrode kann die Anordnung gezielt in den leitenden Zustand versetzt werden. 
Zum Löschen des Lichtbogens wird Druckluft benutzt. Um den Löschzeitpunkt möglichst exakt festzulegen, muss man mehrere Funkenstrecken in Reihe schalten. Bei den versuchmässig realisierten Anordnungen waren es vier Funkenstrecken in Reihe. Ein Problem war, dass die Löschung mitunter vor dem Nulldurchgang erfolgte, was den Wirkungsgrad verschlechterte. Der Nachteil des Lichtbogenstromrichters bestand im hohen Verschleiß der Elektroden und des schlechten Wirkungsgrades, weshalb diese Technik nur in Versuchsanlagen wie der HGÜ Lehrte-Misburg zum Einsatz kam und dieses Verfahren nach dem Zweiten Weltkrieg nicht weiterverfolgt wurde.